# Evert Taubes wereld
Evert Taubes wereld (Zweeds: Evert Taubes värld) was van 2008 tot 2016 een museum en attractie in het park Liseberg in Göteborg, Zweden.
Het was gewijd aan het werk en leven van de zanger, componist, dichter en schilder Evert Taube (1890-1976). Het had een oppervlakte van 500 vierkante meter; het park zelf is veertig keer zo groot.
Taubes wereld maakte bij de opening in 2008 deel uit van de internationale tuintentoonstelling (vertaald) Göteborgs Lusthof. Het toonde een permanente collectie en wisselende exposities. De memorabilia kwamen voor een deel direct uit de nalatenschap van Taube. Liseberg bestempelde het zelf als een museum noch een attractie, maar een combinatie van beide. De bezoeker werd verlokt op zoek te gaan naar interessante dingen rondom de artiest Taube.
De museum-attractie werd voor aanvang van het seizoen 2016 definitief gesloten, omdat het bezoekersaantal was teruggelopen van ongeveer 100.000 naar 30.000 per jaar. Het aantal van 250.000 waarop gerekend was, is nooit gehaald. Sinds 2017 bevindt zich in dezelfde ruimte een interactieve tentoonstelling gewijd aan popmusicus Håkan Hellström.

## Galerij

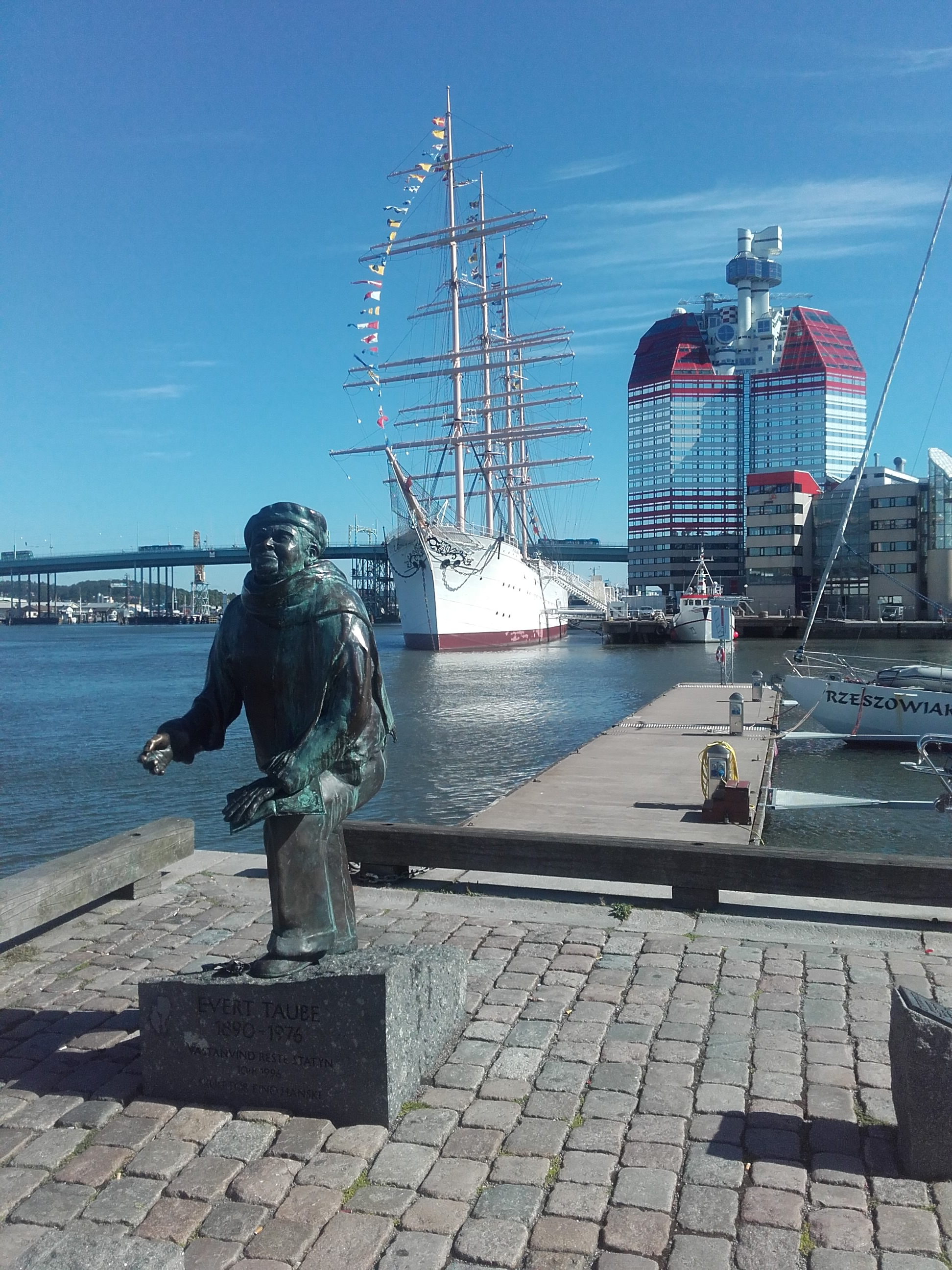
Beeld van Evert Taube in de haven van Göteborg